# Víctimas del Doctor Cerebro
Las Víctimas del Doctor Cerebro es un grupo de rock mexicano originario de Ciudad Nezahualcóyotl, Estado de México. Este grupo, como muchos de sus contemporáneos, optan por un sonido que mezcla muchas (o todas) sus influencias musicales en un sonido único, aunque característico del rock mexicano, ya que van desde el ska, metal alternativo, heavy metal, hard rock, punk rock, entre otros hasta las cumbias e incluso un fragmento de La Marcha de Zacatecas en una versión muy peculiar. Un rasgo notorio de las Víctimas es el hecho de adoptar personajes y nombres artísticos bajo los cuales se caracterizan y se dan a conocer a su público. También los hace resaltar el hecho de efectuar performances en sus conciertos en vivo.

## Historia
En 1987, Jesús Romualdo Flores "El Chipotle" y Ricardo Flores "El Abulón", padre e hijo, crearon una banda llamada Tecnopal, dueto que era apoyado en vivo por miembros de una agrupación llamada Factotum, la cual, años después, intentaría despojarlos infructuosamente de su éxito "El esqueleto", composición de un entonces muy joven Abulón. Para participar en un concurso de nuevas bandas llamado Rock en la selva de asfalto, que terminarían ganando, los Flores deciden refundar la banda a finales de 1990, expandiendo su sonido más allá de los sintetizadores, las secuencias, cajas de ritmos y los saxofones que caracterizó su etapa inicial como Tecnopal (Tecno Nopal), hacia un rock más orgánico, vinculado a diferentes influencias alternativas, y sumando a nuevos miembros: Arturo Flores "El Tuco" (bajo), hermano menor de "Abulón"; "El Destroyer" (guitarra) y "El Bruja" (batería). Así nace Víctimas del Doctor Cerebro, con un nombre en honor a un villano que aparece luchando contra El Santo en la película "Santo contra Cerebro del Mal" (México-Cuba, 1958). A finales de los ochenta, el "Chipotle" y Ricardo Flores con Tecnopal lucharon por el reconocimiento en la naciente escena del rock mexicano de aquella época, la cual comenzaron a lograr gracias al tema "El esqueleto", incluido en el único disco que editó esa banda, en 1990, titulado con el mismo nombre de la canción y el cual fue grabado en un pequeño estudio de grabación en Acapulco en no más de 4 horas. Ya en la nueva etapa, su reconocimiento crece en los años subsecuentes, y pronto tocan en todos los espacios importantes de aquel entonces. Poco antes de sacar su primer álbum como grupo, el "Destroyer" deja el grupo, y lo sustituye Javier Cázares, alias el "Stoneface". También se les une Daniel Flores, otro hijo de "Chipotle", apodado el "Ranas", quien contribuye con coros y, en las presentaciones en vivo, da piruetas por el escenario usando coloridas máscaras.
En 1994, el grupo lanza su primer álbum con EMI, bautizado simplemente con el nombre del grupo: Víctimas del Doctor Cerebro, el cual es gratamente recibido por el público y el sencillo "El Esqueleto", una nueva versión de su antiguo éxito subterráneo, se vuelve un suceso a nivel nacional y los ubica rápidamente en una posición muy importante en la creciente escena del rock mexicano y el rock en español.
En 1995 lanzan su segundo álbum, "Brujerías", que los consolida en el gusto del público, del cual se desprende su segundo gran éxito titulado "ya tus amigos". 
En 1997, sale "Boutique 2000", disco que, si bien es recibido por los fans del grupo, causa menos revuelo que sus dos antecesores. En 1998 se les va el baterista y se les une en la batería Pedro Gamon baterista de Saltillo Coahuila que dura poco tiempo, el cual es considerado uno de los mejores del norte del país. Actualmente Pedro Gamón es productor independiente en su ciudad natal. 
El 9 de noviembre de 1999 los integrantes del grupo se salvaron de perecer en el Vuelo 725 de TAESA, el cual sufrió un percance que culminó en la muerte de todos los ocupantes. Los integrantes perdieron el vuelo ya que la noche anterior habían ingerido demasiadas bebidas alcohólicas, causando que no se presentaran a tiempo. 
En el 2002 sale "Fenómenos" y la edición estadounidense del mismo el cual incluye el tema "Venas".
Pasaron tres años más para que las Víctimas presentaran su séptima producción, "Invencibles", donde se unieron Carlos Sánchez en la batería, David López Chirino en el bajo y Carlos Colorado "Carolo" en la guitarra, quien ya había participado con ellos en el disco Fenómenos grabando la versión acústica de "Ella Se Muere". Con este disco festejaron 19 años de carrera que envuelve innumerables giras por EE. UU. y toda Hispanoamérica, presentándose en festivales como "Rock al Parque", "Vive Latino", "Pululagüa" entre otros una película, bandas alternas y una constante evolución musical y visual.
Las Víctimas, a pesar de haber sido afectados por la gradual disminución de espacios para grupos de rock que toma lugar a final de los noventa, siguen siendo reconocidos por la comunidad roquera mexicana (en especial, para quienes vivieron el auge del rock mexicano de los noventa) y permanecen activos.
En 2007 su alineación estaría compuesta por Chipotle (metales, saxofón), Abulón (voz y teclados), Tuco (bajo), Ranas (guitarra).
En el 2008 estrenaron el nuevo sencillo de su nuevo álbum denominado El cadáver del amor, y para el 2009, promocionaron el sencillo Fantasma poco más de un mes antes del lanzamiento de su próximo disco.
El 15 de junio de 2009, después de muchos retrasos, su última producción, "Fantasma" sale a la venta.
En junio del 2009 aparecen en el cierre del Vive Latino y posteriormente hacen varias presentaciones en mismo evento contando hasta la fecha 7 apariciones en tal festival.
Posteriormente fallece Miguel Ruiz, conocido como El gitano del rock y fundador original de Tecnopal con Abulón y Chipotle. También fallece La Bruja, primer baterista de su encarnación ya como víctimas del Dr. Cerebro.
En estos años la alineación del grupo era conformada por: Chipotle (metales y teclado), Abulón (voz), Ranas (guitarra), Tuco (bajo), Pain Galván (guitarra) y Alex Díaz (batería).
En 2014 presentaron su disco Sobrenatural en el legendario teatro Fru fru y realizaron una gira de regreso por Estados Unidos y su primera incursión a Europa, regresando a Colombia, Panamá, Ecuador, Chile y varios países de Hispanoamérica.
En el año 2015 festejaron sus 26 años de trayectoria con un espectáculo en el Teatro Blanquita

## Discografía
- Tecnopal (Independiente, 1991)
- Víctimas del Doctor Cerebro (EMI, 1994)
- Brujerías (EMI Music, 1995)
- Boutique 2000 (EMI Music, 1997)
- Fenómenos (?, 2002)
- Invencibles (?, 2005)
- Fantasma (?, 2009)
- Sobrenatural (Cerebro Records / Dragora, 2014)
- El rey de los monstruos (Cerebro Records / Dragora, 2017)
- Shock Rock (Cerebro Records /Dragora, 2018)
- Vienen las brujas (Cerebro Records /Dragora, 2022)